# 브레니에코르동
브레니에코르동 (Brégnier-Cordon)은 프랑스 오베르뉴론알프 앵주의 코뮌이다. 이지외, 뮈르제젤리니외, 프레메젤, 생제니기에, 샹파뇌, 그라니외, 페리외, 시밀랭, 콩지외, 로마니외 등의 도시와 접한다.

## 지리
브레니에코르동은 벨레에서 남쪽으로 20km 떨어진 곳에 자리해 있으며 사부아(남동쪽)과 이제레(서쪽) 지역 끝쪽의 론강 어귀에 위치해 있다. 론강의 다리를 건너면 이제레 주의 아오스트와 만난다.
브레니에코르동은 쥐라산맥 끝자락의 론 평원을 차지하고 있으며 북쪽으로는 글랑산맥과 마주해 있다. 브레니에코르동에는 글랑디외라는 이름의 호수가 있는데, 그 호숫가에는 똑같은 이름의 마을이 형성되어 있다.

## 교통
브레니에코르동은 솔브레나즈에서 북서쪽으로 오는 D19 도로가 지나가는 자리로, 코뮌 남부 지역에서 D992 도로와 연결되어 북쪽으로 벨레까지 뻗는다. 또 코뮌 북쪽으로 D10 도로가 지나가 D19와 D992를 연결한다.
마을과 가장 가까운 고속도로는 A43으로 코뮌에서 남쪽으로 수 킬로미터 떨어진 자리인 시밀랭-레자브레를 지나간다.

## 인구
| 연도 | 인구 | ±%    |
| ---- | ---- | ----- |
| 2005 | 659  | —     |
| 2006 | 671  | +1.8% |
| 2007 | 699  | +4.2% |
| 2008 | 746  | +6.7% |
| 2009 | 789  | +5.8% |
| 2010 | 832  | +5.4% |
| 2011 | 862  | +3.6% |
| 2012 | 889  | +3.1% |
| 2013 | 865  | −2.7% |
| 2014 | 861  | −0.5% |
| 2015 | 856  | −0.6% |
| 2016 | 849  | −0.8% |

## 명소
- 바르성
- 코르동성 유적
- 론강의 돌다리
- 유태인 빈민 어린이 추모비

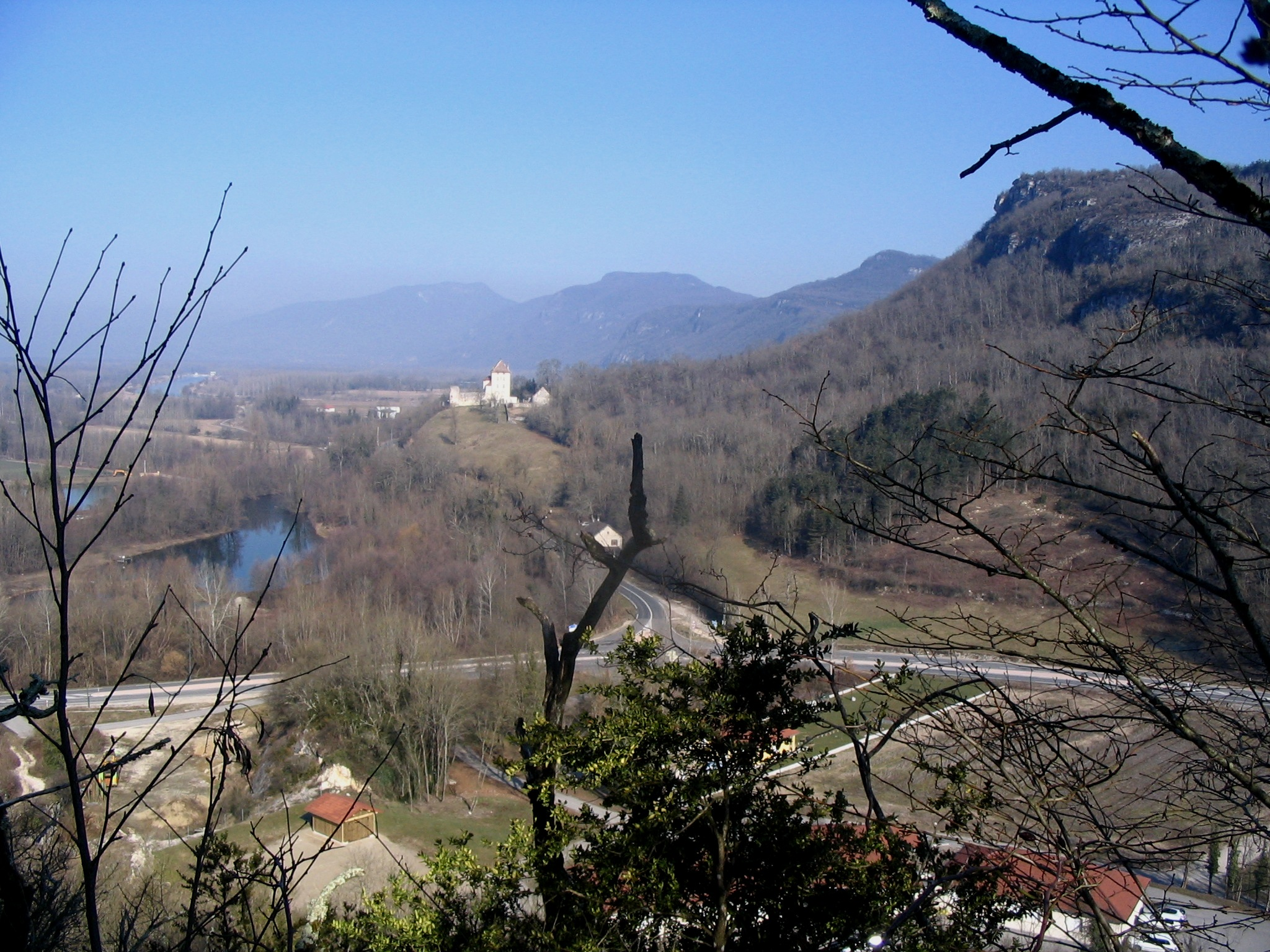
바르 성에서 바라본 풍경

- 리에브랭 동굴 - 선사시대 동굴로 1913년 사적지로 등재

## 같이 보기
- 앵주의 코뮌